# Einar Steensnæs
Einar Steensnæs (* 10. März 1942 in Haugesund) ist ein norwegischer Politiker der christdemokratischen Kristelig Folkeparti (KrF). Von 1993 bis 2005 war er Abgeordneter im Storting. In der Zeit von Oktober 1989 bis November 1990 war er Bildungs- und Forschungsminister, von Oktober 2001 bis Juni 2004 war er Erdöl- und Energieminister.

## Leben
Steensnæs beendete 1961 seine Schulzeit mit der Hochschulreife. Im Jahr 1968 schloss er sein Studium an der Universität Oslo ab. Anschließend begann er als Lehrer zu arbeiten. Als solcher war er zunächst bis 1974 in Haugesund tätig, anschließend bis 1976 am Gymnasium in Karmøy. Danach wirkte er für die Schule als Berater, bevor er 1978 an der weiterführenden Schule Skeisvang zu arbeiten begann. Ab 1986 gehörte er der Schulleitung der weiterführenden Schule Vardafjell an. Steensnæs saß von 1979 bis 1989 im Kommunalparlament von Haugesund. Dabei fungierte er in der Zeit von 1983 bis 1985 als stellvertretender Bürgermeister. Nach der Kommunalwahl 1987 wurde er zum Bürgermeister der Kommune gewählt. In diesem Amt blieb er zunächst bis 1989. In den Jahren 1979 bis 1987 saß er zudem im Fylkesting des Fylkes, also der Provinz, Rogaland.

### Bildungs- und Forschungsminister sowie Stortingsabgeordneter
Am 16. Oktober 1989 wurde Steensnæs in der neu gebildeten Regierung Syse zum Bildungs- und Forschungsminister im Kirchen- und Bildungsministerium ernannt. Zum 1. Januar 1990 wurde das Ministerium in Bildungs- und Forschungsministerium (Utdannings- og forskningsdepartementet) umbenannt. Steensnæs blieb bis zum Abtritt der Regierung am 3. November 1990 im Amt. Er war danach bis 1993 erneut Teil einer Schulleitung. Bei der Kommunalwahl 1991 zog er erneut in das Kommunalparlament von Haugesund ein, wo er erneut zum Bürgermeister gewählt wurde. Seine zweite Amtszeit dauerte bis 1993 an. Im Jahr 1991 wurde er zudem Mitglied im KrF-Vorstand. Steensnæs zog bei der Parlamentswahl 1993 erstmals in das norwegische Nationalparlament Storting ein. Dort vertrat er den Wahlkreis Rogaland und wurde Mitglied im Finanzausschuss. Im Jahr 1995 wurde er zum zweiten stellvertretenden KrF-Vorsitzenden gewählt. Nach der Wahl 1997 ging er in den Außenausschuss über, wo er Sekretär wurde. Im März 2000 übernahm er dort den Posten des Vorsitzenden. Zwischen Oktober 1997 und März 2000 war er zudem Fraktionsvorsitzender der KrF-Gruppierung, anschließend wirkte er bis September 2001 als stellvertretender Fraktionsvorsitzender. Im Jahr 1999 rückte er vom zweiten stellvertretenden KrF-Vorsitzenden zum ersten Stellvertreter auf. Seine Amtszeit dauerte bis 2004 an. Bei der Stortingswahl 2001 zog er zum dritten Mal in das Parlament ein.

### Erdöl- und Energieminister
Am 19. Oktober 2001 wurde er in der neu gebildeten Regierung Bondevik II zum Erdöl- und Energieminister ernannt. Er blieb bis zum 18. Juni 2004 im Amt, als er von Thorhild Widvey von der Partei Høyre ersetzt wurde. Für Steensnæs rückte sein Parteikollege Knut Arild Hareide in die Regierung nach. Steensnæs erklärte in diesem Zusammenhang, dass er gerne weiter Minister geblieben wäre, aber der Austausch lange vorbereitet gewesen und aus Parteisicht eine natürliche Lösung sei. Nach seiner Amtszeit als Minister kehrte er in das Storting zurück, wo er zuvor aufgrund seiner Regierungsmitgliedschaft sein Mandat hatte ruhen lassen müssen. Im Parlament wurde er Mitglied im Wirtschaftsausschuss und er übernahm von Oktober 2004 bis März 2005 den Posten als stellvertretender Fraktionsvorsitzender. Anschließend setzte er bis Ende September 2005 als KrF-Fraktionsvorsitzender fort. Im Juni 2004 erklärte Steensnæs seine Absicht, bei der Parlamentswahl 2005 erneut zu kandidieren. Im September 2005 zog er sich aus dem parteiinternen Nominationsprozess zurück.

## Ehrenmitgliedschaften
- 2006: Ehrenmitglied der Kristelig Folkeparti Rogaland
- 2007: Ehrenmitglied der Kristelig Folkeparti